# Talea Prepens
Talea Prepens (* 28. Dezember 2001 in Cloppenburg) ist eine deutsche Leichtathletin, die sich auf den Sprint spezialisiert hat.

## Karriere

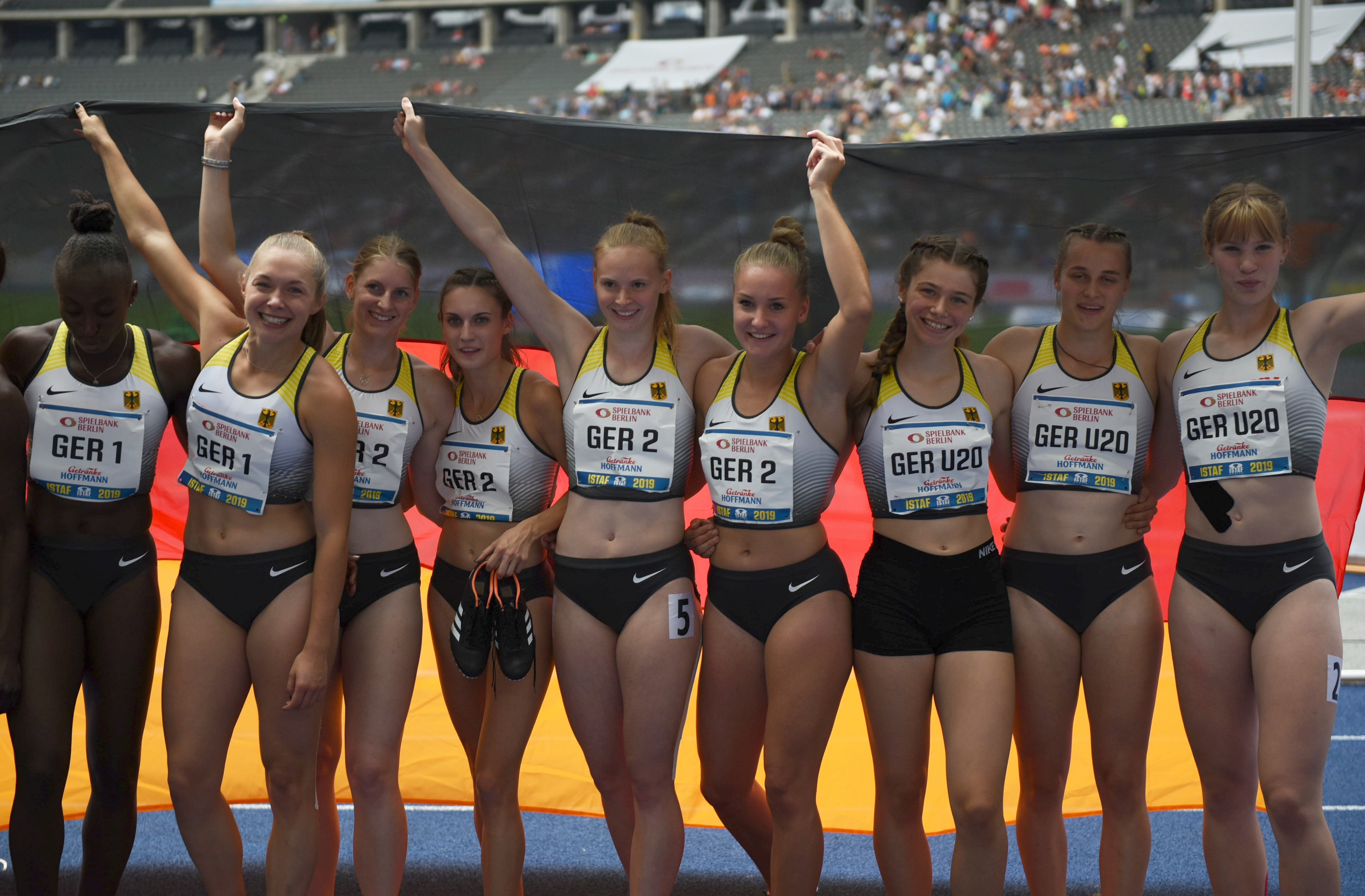
Talea Prepens (ganz rechts) bei der ISTAF Berlin 2019

Talea Prepens ist Mitglied des DLV-Perspektivkaders.

### Nationale Erfolge
Prepens startete ihre Karriere im Jahr 2016 mit dem Titel der Deutschen U16-Meisterin über 100 Meter.
Bei den Deutschen U18-Meisterschaften im Jahr 2017 wurde sie Deutsche U18-Meisterin sowohl über 100 Meter als auch über 200 Meter.
Im Jahr 2018 belegte sie den zweiten Platz über 100 Meter und den dritten Platz über 200 Meter bei den U18-Deutschen Meisterschaften.
Im Jahr 2020 wurde sie Deutsche U20-Hallenmeisterin über  Meter, nachdem sie dort 2019 nur den dritten Platz erreichte.
Zudem erreichte sie bei den Deutschen U20-Meisterschaften in den Jahren 2019 und 2020 den zweiten Platz über 100 Meter.
In den Jahren 2019 und 2020 konnte sie den Titel der Deutschen U20-Meisterin über 200 Meter gewinnen.
Prepens hat im Jahr 2022 den dritten Platz bei den Deutschen Meisterschaften in Berlin über 200 Meter belegt. Des Weiteren wurde sie in diesem Jahr auch Deutsche U23-Meisterin sowohl über 100 Meter als auch über 200 Meter.

### Internationale Erfolge
Bei den U18-Weltmeisterschaften im Jahr 2017 in Nairobi konnte sie als jüngste Teilnehmerin den Titel der Weltmeisterin über 200 Meter gewinnen. Dies ist der erste Sieg im Flachsprint einer deutschen Teilnehmerin bei den U18-Weltmeisterschaften überhaupt.
Prepens erreichte das Halbfinale bei den U20-Europameisterschaften im Jahr 2019 in Borås in der Disziplin 100 Meter. Bei derselben Veranstaltung belegte sie zudem den zweiten Platz mit der deutschen U20-Staffel in der 4-mal-100-Meter-Staffel.
Im Jahr 2021 wurde sie U23-Europameisterin in Tallinn in der 4-mal-100-Meter-Staffel. Bei den Summer World University Games 2025 in Bochum gewann sie mit der 4-mal-100-Meter-Staffel die Bronzemedaille.